# Ulvila
Ulvila este o comună din Finlanda.